# ثيوإيثر

الهيكل العام من thioether واللون الأزرق دلالة على المجموعة الوظيفية.

أثير كبريتي أو أثير ثيولي أو حرفيًا ثيوإيثر هي مجموعة وظيفية في الكيمياء العضوية  مع رابطة C–S–C كما هو موضح على اليسار. مثل غيرها من العديد من المركبات المحتوية على الكبريت. الثيوإيثر هي مركبات متطايرة ذات روائح الكريهة، الثيوايثر مركبات مماثلة للايثرإلا أنه يحتوي على ذرة الكبريت في مكان من الأكسجين. مجموعة من الأكسجين والكبريت في الجدول الدوري تشير إلى أن الخصائص الكيميائية الاثير والثيو ايثر متشابهة إلى حد ما.

## التسميات
تسمى مركبات الثيوايثر أحيانا كبريتيد، و  هذا المصطلح لا يزال يستخدم في  أسماء محددة للثيوايثر. ويشار إلى البدائل العضوية اثنين من البادئاتCH3)2S)و يسمى dimethylsulfide. بعض الثيوايثرتسمى عن طريق تعديل الاسم الشائع المقابلة الأثير. على سبيل المثال، C6H5SCH3 هو ميثيل فينيل كبريتيد، ولكن الاسم  الأكثر شيوعا هو thioanisol بحيث أن هيكلها هو ذات الصلة بال C6H5OCH3، anisole.

## الهيكل البنائي وخصائصه
الثيوايثر هوالمجموعة الوظيفية، C–S–C  وتكون ذات زاوية تقترب من 90 درجة. ويكون طول رابطة ال C-S يساوي 180 pm.
 تتميز الثيوايثر بأنها ذات روائح قوية  تشبه رائحة الثيول. هذه الرائحة تحد من تطبيقات مركبات الثيوايثر المتطايرة. من حيثالخصائص الفيزيائية تشبه الثيوايثر الاثير ولكن أقلتطايرا وأعلى ذوبان. وتتبع هذه الخصائص من استقطاب مركز الكبريت ثنائي التكافؤ الذي هو أكبر من الأكسجين في الاثير.

### الثيوفين
الثيوفين و هي فئة خاصة من الثيوايثر التي تحتوي على المركبات الحلقية غير المتجانسة. بسبب الخصائص العطرية، فهي غير أليفة النواة.   الإلكترونات  غير الرابطة على الكبريت  تمركز نظام  رابطة  π . ونتيجة لذلك، فان الثيوفين يسلك بعض الخصائص المتوقعة بالنسبة للثيوايثر يعتبر الثيوفين غير أليف النواة في الكبريت، وذا  هو الرائحة مقبولة نوعا ما. 
وعند هدرجة الثيوفين يعطي مركب    C4H8S,tetrahydrothiophene , والذي يتصرف في الواقع كما الثيويثر النموذجي.

## الحدوث والتطبيقات
تعد مركبات الثيوايثر مهمة في علم الأحياء، لا سيما في الأحماض الأمينية الميثيونين ومساعد البيوتين.  يحتوي البترول على العديد من مركبات الكبريت  العضوية، بما في ذلك الثيوايثر.
Polyphenylene sulfide  , وهي مركبات بلاستيكية ذات درجات حرارة عالية ز
Coenzyme M ذا التركيب الكيميائي             CH
3SCH
2CH
2SO−
3  , والتي تستخدم لتحضير الميثان (الغاز الطبيعي)عن طريق عملية methanogenesis.

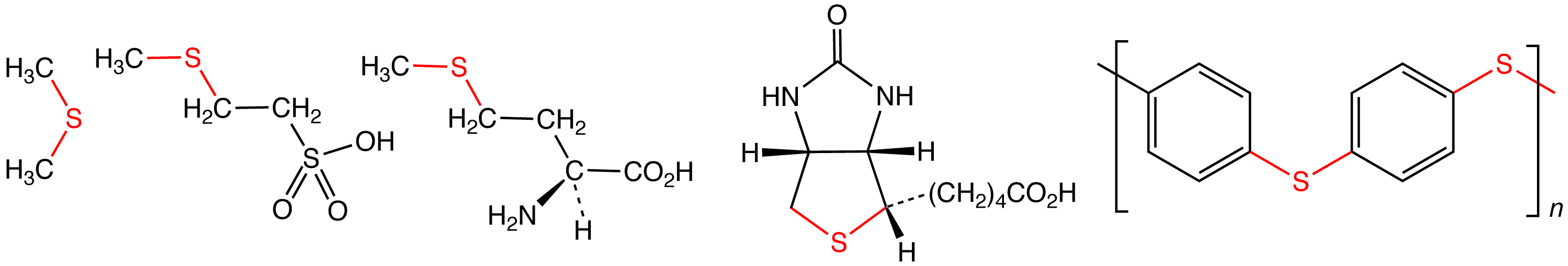
اختيار thiothers من اليسار ، dimethylsulfide, أنزيم-M, الأحماض الأمينية الميثيونين, فيتامين البيوتين ، هندسة البلاستيك polyphenylene كبريتيد.

## التحضير
عادة يتم تحضير مركبات الثيوايثر من خلال عملية الألكلة (إضافة الكيل الهاليد) إلى الثيول
R–Br + HS–R′ → R–S–R′ + HBr
مثل هذه التفاعلات تجري عادة في وجود قاعدي والذي يحول الثيول إلى مركب الثيوليت الذي يعد ذا الفة إلكترونية عالية، وبالتالي تفاعل ثنائي الكبريت مع كواشف الليثيوم العضوية ينتج الثيوايثر.
R3CLi + R1–S SR2 → R3CSR1 + R2SLi
ومن المعروف أن هذا التفاعلات تبدأ بكواشف غرينيارد.
بدلا من ذلك، يمكن تحضير الثيوايثر من إضافة الثيول إلى الالكين:
R–CH=CH2 + HS–R′ → R–CH2–CH2–S–R′
تحفز هذه التفاعلات عن طريق الجذور الحرة.
يمكن تحضير الثيوايثر عن طريق  أساليب أخرى مثل Pummerer rearrangement.
تتفاعل أملاح (Trialkysulfonium) مع النيوكليوفيليك وتمثل ال (dialkyl sulfide) كمجموعة مغادرة:
 
Nu− + R3S+ → Nu–R + R–S–R
يتم استغلال هذا التفاعل في النظم البيولوجية كوسيلة لنقل مجموعة ألكيل. على سبيل المثال، يعمل S-أدينوسيلميثيونين كعامل ميثيلينغ في التفاعلات SN2 البيولوجية

## التفاعلات

### الأكسدة
في حين أن الإثيرات بشكل عام غير قابلة للتأكسد، يمكن تأكسد الثيوايثر بسهولة إلى أكسيد الكبريت
 (R–S(=O)–R)، والتي يمكن أن تكون أكثر أكسدة إلى السلفونات (R-S (= O) 2-R). بيروكسيد الهيدروجين هو أكسدة نموذجية. على سبيل المثال، كبريتيد ثنائي ميثيل يمكن أن تتأكسد على النحو التالي: 
S(CH3)2 + H2O2 → OS(CH3)2 + H2O
OS(CH3)2 + H2O2 → O2S(CH3)2 + H2O

### الألكلة
يمكن ألكلة الايثر ولكن بصعوبة، على عكس الثيوايثر والذي يمكن إضافة الالكيل اليه بسهولة ويعطي ملح السلفونيم:
S(CH3)2 + CH3I → [S(CH3)3]+I 

### المعادن الانتقالية
قياسا إلى عملية الألكلة، يرتبط الثيوايثر  بالمعادن لتكوين ما يسمى بال coordination complex. وتصنف على أنها ذات روابط لينة.

### التحلل الهيدروجيني
يندرج الثيوايثر تحت هذا التفاعل عند وجود بعض المعادن:
R–S–R′ + 2 H2 → RH + R′H + H2S